# Aylostera perplexa
Aylostera perplexa es una especie de planta suculenta perteneciente al género Aylostera, dentro de la familia Cactaceae. Es endémica de Bolivia y anteriormente se le conocía como Rebutia perplexa.

## Descripción

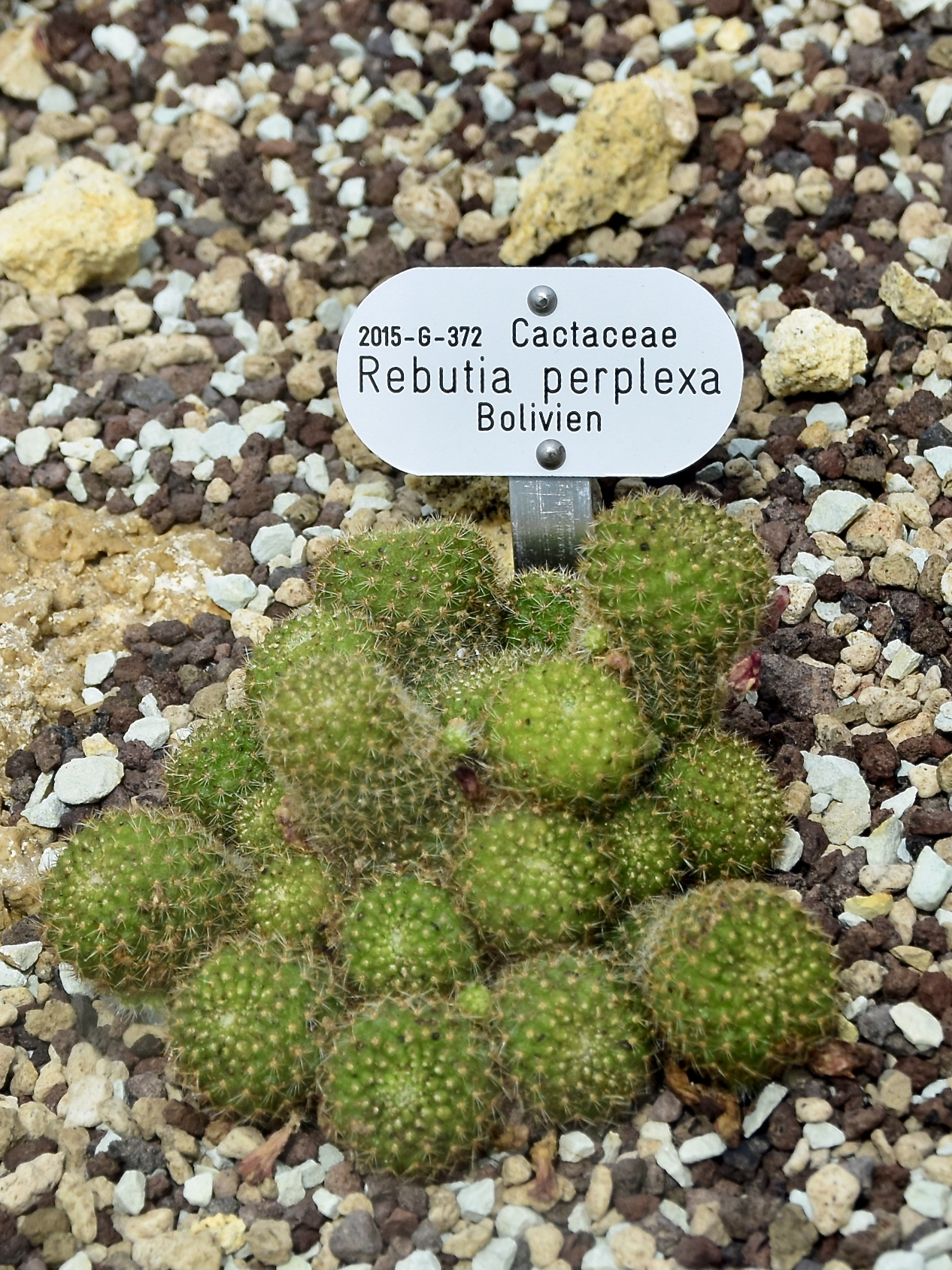
Plantas creciendo en grupo

Aylostera perplexa es una especie de cactus pequeño que crece normalmente formando grupos. Tiene el cuerpo que va de esférico a cilíndrico corto y es de color verde hierba brillante. Puede alcanzar alturas de 1,5 a 2 cm, con diámetros de 1,2 a 1,5 cm y tienen raíces fibrosas. 
Presenta de 16 a 18 costillas dispuestas en espiral y divididas en pequeños tubérculos. Las areolas son circulares y de color blanco. Tienen de 10 a 16 (rara vez hasta 20) espinas de color amarillento a marrón y no se pueden diferenciar entre espinas centrales y periféricas. Están extendidas, ligeramente salientes y miden de 1 a 2 mm de largo.
Las flores son de color rosa lila y miden de 3 a 3,5 cm de largo y alcanzan un diámetro de 2,5 a 3 cm. Los frutos, de forma esférica a ovoide, son de color púrpura oscuro y tienen un diámetro de 3 a 4 mm.

## Distribución y hábitat
El área de distribución nativa de esta especie es Bolivia y crece principalmente en biomas desérticos o de matorrales secos.

## Taxonomía
La primera descripción de esta especie fue como Rebutia perplexa, publicada en 1980 por el botánico John Donald Donald en la revista científica Ashingtonia 3: 150.
Más tarde, los botánicos Stefano Mosti y Alessio Papini trasladaron la especie al género Aylostera, por lo que pasó a llamarse Aylostera perplexa. Registró estos cambios en la revista Pakistan Journal of Botany 43: 2779, publicada en 2011.

Etimología
- Aylostera: nombre genérico formado a partir de las palabras griegas aulos, transliterado irregularmente como aylos, (que significa 'tubo') y stereos (que significa 'sólido'), en alusión al tubo floral sólido que poseen.[4]
- perplexa: epíteto específico que deriva de la palabra latina perplexus, que significa 'confundido' o 'perplejo', haciendo referencia a que esta especie presenta características que podrían causar confusión.[5][6]

## Usos
Se cultiva principalmente como planta ornamental y su propagación se realiza normalmente a través de hijuelos o semillas.